# Vehículo de exploración espacial

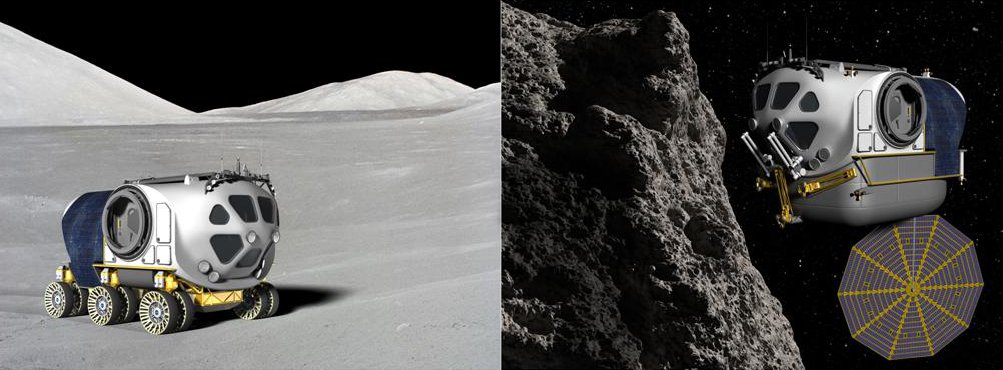
Visión artística del vehículo de exploración espacial como un rover circulando en la Luna (izquierda) y como una nave espacial sobrevolando la superficie de un asteroide

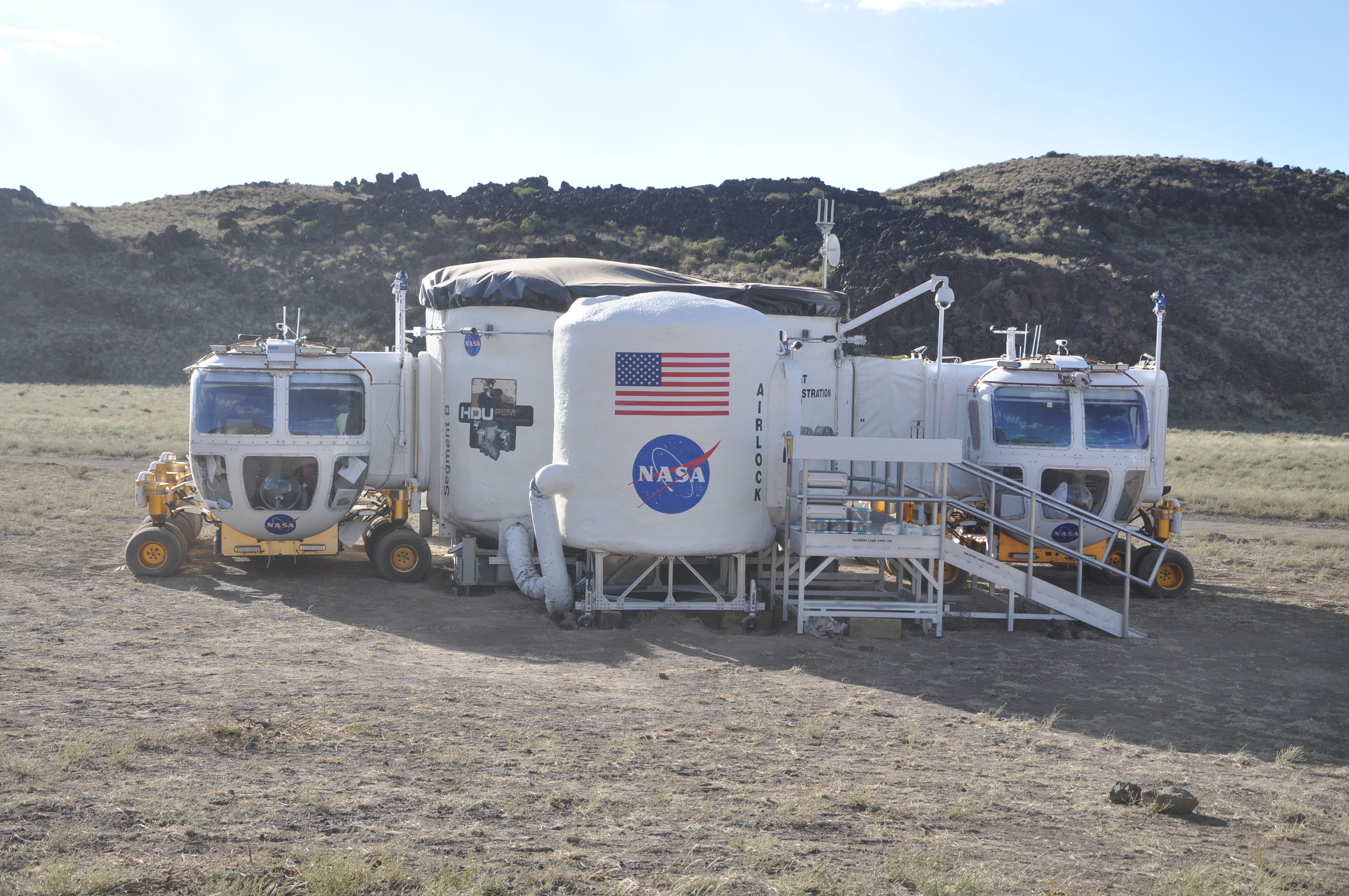
Dos prototipos de rover acoplados a la Unidad de Demostración de Habitat durante el DesertRATS 2010

El Vehículo de Exploración Espacial o SEV (del inglés Space Exploration Vehicle) era un proyecto de vehículo de diseño modular desarrollado por la NASA en 2008-2015. Consistía en una cabina presurizada que se podía acoplar a un chasis con ruedas formando de esta manera un rover para la exploración de la superficie planetaria (en la Luna u otro cuerpo planetario). También serviría como plataforma de vuelo para dar servicio a satélites y a misiones a objetos próximos a la Tierra. El proyecto se inició después del concepto Lunar Electric Rover (LER), que a su vez fue una evolución del concepto Small Pressurized Rover (SPR).